# Obciągarka do blach
Obciągarka do blach – maszyna do plastycznego kształtowania blach metodą obciągania. Ze względu na kilka różnych metod obciągania używane jest kilka rodzajów obciągarek. Każda metoda wymaga zastosowania odmiennego rodzaju maszyny.

## Rodzaje obciągarek
Rozróżniamy następujące rodzaje obciągarek do blach:
- Obciągarka poprzeczna - stół jest podnoszony, a uchwyty do blachy zamocowane na stałe,
- Obciągarka podłużna - uchwyty obciągające są napędzane hydraulicznie, zaś stół z wzornikiem do obciągania jest nieruchomy,
- Obciągarki uniwersalne - zarówno uchwyty obciągające jak i stół maja odrębne napędy hydrauliczne,
- Obciągarki do obciągania z owijaniem.